# Ponto (matemática)
Em Matemática, particularmente na Geometria e na Topologia, um ponto é uma noção primitiva pela qual outros conceitos são definidos. Um ponto determina uma posição no espaço. Na Geometria, pontos não possuem volume, área, comprimento ou qualquer dimensão semelhante. Assim, um ponto é um objeto de dimensão 0 (zero). Um ponto também pode ser definido como uma esfera de diâmetro zero.

## Geometria euclidiana
Nos Elementos de Euclides, um ponto é definido como "o que não tem partes". Isto significa que o que caracteriza um ponto é a sua posição no espaço. Com o aparecimento da geometria analítica, passou a ser possível referir-se a essa posição através de coordenadas.

## Geometria projetiva
Na geometria projetiva, um ponto é um elemento de um espaço projetivo, ou seja, é uma reta.

## Topologia
Em topologia, um espaço topológico é um conjunto de pontos, aos quais está associada uma noção de proximidade. No entanto, existe uma abordagem recente da topologia, chamada a topologia sem pontos, que estuda os espaços topológicos sem se referir aos pontos que os constituem. Esta abordagem enquadra-se na teoria das categorias.